# Lutzomyia loretonensis
Lutzomyia loretonensis är en tvåvingeart som först beskrevs av Llanos B. Z. 1964.  Lutzomyia loretonensis ingår i släktet Lutzomyia och familjen fjärilsmyggor. Inga underarter finns listade i Catalogue of Life.